# Liri Gero
Liri Gero (1926-1944) est une jeune militante communiste albanaise et membre de la résistance durant la Seconde Guerre mondiale. En combattant aux côtés des partisans albanais, elle est tuée dans une escarmouche avec les nazis. Pour son héroïsme, elle reçoit le titre d'Héroïne du peuple d'Albanie. 

## Biographie
Gero est née à Fier en Albanie centrale, en 1926. Très jeune, elle est impliquée dans la résistance au sein des cellules communistes opposées à l'occupation italienne. Sa maison devient l'une des « maisons d'hébergement » utilisées par les membres de la résistance pour leurs activités. Le 14 septembre 1943, Gero et 67 autres filles de Fier, 68 au total rejoignent la même nuit les rangs des partisans du Mouvement de libération nationale, un moment remarquable dans l'histoire de la résistance albanaise, compte tenu du fait que Fier compte environ 5 000 habitants à l'époque. 
Liri rejoint la 16e brigade d'attaque (en albanais : Brigada e 16-të Sulmuese). Le 6 octobre 1944, alors qu'elle combat contre les forces allemandes le long de la route nationale à Çukas, près de Lushnjë, elle est blessée. Sans la possibilité de bouger, elle continue de se battre jusqu'à perdre la raison et est retrouvée inconsciente par les nazis. En colère contre la résistance non prédite de la jeune fille de 17 ans, ils l'attache à un arbre, le recouvre d'essence et la brûle vive. 
Elle reçoit à titre posthume le titre d'Héroïne du peuple (Heroinë e Popullit).  

## Hommages
- Un monument commémoratif est érigé dans un des principaux parcs de Fier depuis 2010[3].
- L'écrivain albanais Nasho V. Jorgaqi lui dédie une nouvelle dans le recueil des Lettres albanaises en 1982[4].

## Voir également
- Margarita Tutulani